# 奥林匹克大厦
奥林匹克大厦（Olympic Tower）是位于纽约市曼哈顿中城的一栋摩天大楼，位于第五大道641号，介于第51街和第52街之间。大楼建于1975年，原址为建于1947年的百思特公司商场 大楼中共有225间公寓，超过250,000平方英尺（23,000平方）的办公和零售店面积。